# IC 1640
IC 1640 је галаксија у сазвјежђу Кит која се налази на листи објеката дубоког неба у Индекс каталогу.
Деклинација објекта је - 0° 37' 50" а ректасцензија 1h 11m 51,2s. Привидна величина (магнитуда) објекта IC 1640 износи 14,4 а фотографска магнитуда 15,4. IC 1640 је још познат и под ознакама CGCG 385-24, PGC 4299.